# 松尾寺 (米原市)
松尾寺（まつおじ）は、滋賀県米原市上丹生にある天台宗の寺院。山号は普門山。院号は定光院。本尊は聖観音・十一面観音菩薩で、近江西国三十三箇所観音霊場第13番札所。また、この観音像は、雲の中から現れたとされることから「飛行観音」とも称される。

## 歴史
この寺の創建年代については不詳であるが、天武天皇9年（680年）に役行者が修行し、平安時代の元慶年間（887-885年）、松尾童子が寺を復興したと伝えられる。当初は法相宗に属する寺院であったが、その後天台宗に改宗された。

## 文化財
- 重要文化財（国指定）
  - 石造九重塔 - 文永7年（1270年）銘[5]
  - 鰐口 - 弘安6年（1283年）銘[6]
- 滋賀県指定文化財
  - 絹本著色観経変相図 - 南北朝時代[6][7]（1336-1392年）
  - 本堂跡地 - 史跡[4][8]
- 米原市指定文化財
  - 木造聖観音菩薩立像 - 平安時代（11世紀）[9]
  - 松尾寺参詣道丁石 鎌倉時代 - 近代[10]

## 所在地
- 滋賀県米原市上丹生2054[1][8]